# Брикервілл (Пенсільванія)
Брикервілл (англ. Brickerville) — переписна місцевість (CDP) в США, в окрузі Ланкастер штату Пенсільванія. Населення — 1277 осіб (2020).

## Географія
Брикервілл розташований за координатами 40°13′37″ пн. ш. 76°17′11″ зх. д. / 40.22694° пн. ш. 76.28639° зх. д. (40.226828, -76.286485).  За даними Бюро перепису населення США в 2010 році переписна місцевість мала площу 5,67 км², з яких 5,62 км² — суходіл та 0,05 км² — водойми.

## Демографія
Згідно з переписом 2010 року, у переписній місцевості мешкало 1309 осіб у 449 домогосподарствах у складі 376 родин. Густота населення становила 231 особа/км².  Було 455 помешкань (80/км²).
Расовий склад населення:
| - 97,4 % — білих - 1,1 % — чорних або афроамериканців - 0,2 % — азіатів |

До двох чи більше рас належало 1,2 %. Частка іспаномовних становила 1,4 % від усіх жителів.
За віковим діапазоном населення розподілялося таким чином: 25,8 % — особи молодші 18 років, 62,8 % — особи у віці 18—64 років, 11,4 % — особи у віці 65 років та старші. Медіана віку мешканця становила 38,5 року. На 100 осіб жіночої статі у переписній місцевості припадало 98,6 чоловіків;  на 100 жінок у віці від 18 років та старших — 99,4 чоловіків також старших 18 років.
Середній дохід на одне домашнє господарство  становив 94 870 доларів США (медіана — 80 139), а середній дохід на одну сім'ю — 102 652 долари (медіана — 84 154). Медіана доходів становила 61 083 долари для чоловіків та 45 694 долари для жінок. За межею бідності перебувало 0,5 % осіб, у тому числі 0,0 % дітей у віці до 18 років та 0,0 % осіб у віці 65 років та старших.
Цивільне працевлаштоване населення становило 845 осіб. Основні галузі зайнятості: освіта, охорона здоров'я та соціальна допомога — 24,5 %, виробництво — 18,3 %, будівництво — 15,4 %.